# Most extradosed
Most extradosed – rodzaj mostu, wyglądem przypominają mosty podwieszone, o parametrach konstrukcyjnych odpowiadających mostom belkowym. 
Most typu extradosed łączy ideę konstrukcji podwieszanej oraz belkowej sprężonej. Rozpiętości przęseł mostów typu extradosed wynoszą najczęściej od 100 do 200 m. Zaletą mostów extrdosed jest mniejszy koszt budowy, który wynika z konstruowania niższych o 2/3 pylonów.

## Przykłady
- Most w Rzuchowie
- Most autostradowy w Mszanie - najszerszy most extradosed na świecie
- Most pod Kwidzynem